# Harpastum

L'harpastum est un sport collectif antique pratiqué chez les Étrusques, puis dans l'Empire romain.

## Description

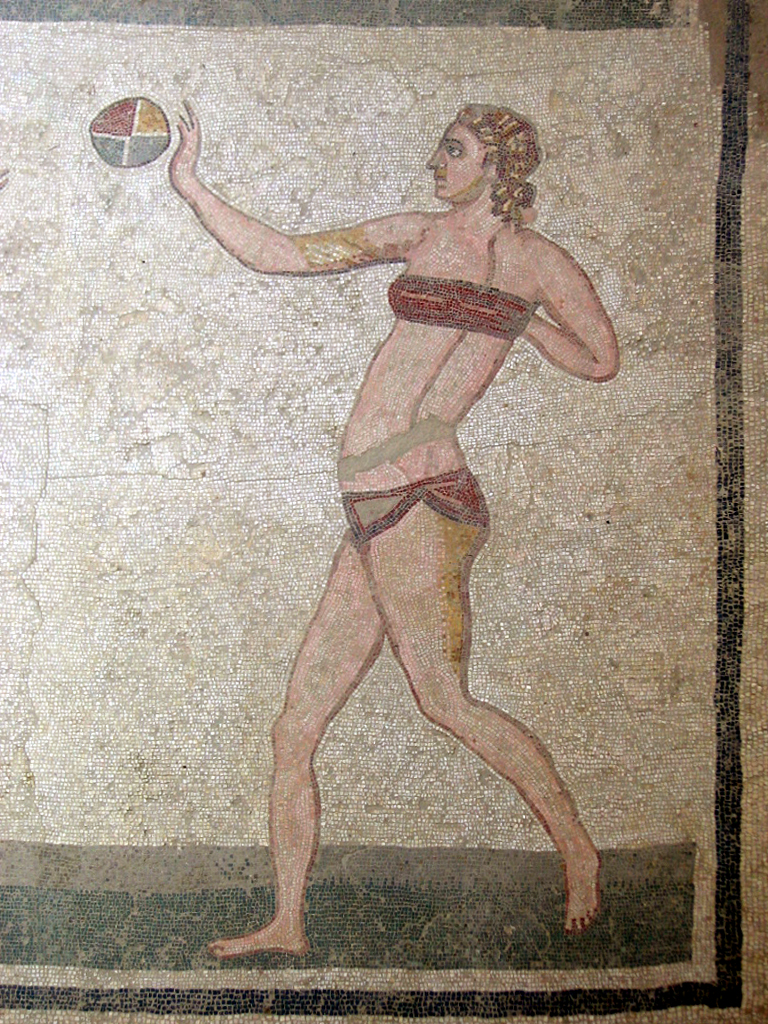
Mosaïque de la villa romaine du Casale.

Souvent présenté comme l'ancêtre du rugby, l'harpastum est une discipline mal connue avec peu de sources littéraires et iconographiques. L'étymologie grecque du terme harpastum suggère l'interception rapide (harpazen : arracher). Si l'on en croit Athénée, au début du IIIe siècle, la phéninde (phaininda) est l'ancien nom de l'harpastum et les deux sports ne formeraient donc qu'un. Il est également possible que le terme phéninde fût alors celui utilisé en langue grecque tandis que les Romains lui avaient substitué celui d'harpastum depuis au moins deux siècles. Il est d'ailleurs assez délicat de faire la part des choses entre traditions grecque et latine pour ce sport, la plupart de la littérature étant en grec mais d'époque romaine. C'est la raison pour laquelle on doit souvent se contenter de description de phéninde et non d'harpastum.
Il ne nous reste aucune présentation des règles de ce sport, ce qui pourrait faire penser qu'elles n'étaient pas fixes ou ont varié selon les époques et les régions. Les quelques passages le concernant s'attachent juste à montrer des « tranches de vie » de joueurs pratiquant l'harpastum ou d'autres jeux de balle, à en vanter les mérites ou à en discuter les étymologies.
Il semblerait que ce sport se pratiquait avec la pila, une balle dure faite de bandes de cuir enroulées, et non avec le follis, ballon rempli d'air. On ne sait pas à combien de joueurs il se pratiquait. Concernant le terrain, Martial, qui appelle harpastum le jeu comme la balle, mentionne qu'il était un sol poudreux. Julius Pollux précise que l'épiscyre, un jeu où le but était d'envoyer la balle au-delà de la ligne adverse (ancêtre du football), tire son nom des lignes du terrain qui étaient tracées avec de la poudre de débris de pierres taillées (scyros). Peut-être l'harpastum, sport qui semble être de la même famille, avait-il la même caractéristique ?
Pour ce qui est du but du jeu, Suétone, repris ensuite par Julius Pollux, est abusé par une étymologie fautive : il tire phaininda de phenakizen : « tromper ». C'est à cause de cela qu'il insiste sur le fait que la phéninde est un sport où l'on trompe l'adversaire en faisant semblant d'envoyer la balle dans une direction alors qu'on l'envoie dans une autre. Mais il ne dit rien du but du jeu. Le témoignage que donne Athénée suggère que la phéninde était faite de passes et d'évitements, sans qu'on en connaisse le but précis, tout en étant assez violent et fatigant pour la nuque.
Ces quelques éléments ont souvent poussé les historiens du sport à faire de l'harpastum, ou phéninde, l'équivalent antique du rugby moderne. Les deux sports ont pourtant indubitablement des différences (type de balle, type de terrain, à défaut de connaître encore plus d'éléments), mais il est vrai que l'esprit du jeu qui se dégage des textes, surtout celui d'Athénée, montre des similitudes avec celui du rugby moderne. On ne peut cependant pas parler d'« ancêtre » du rugby puisqu'il n'y a pas de filiation.

## Sources

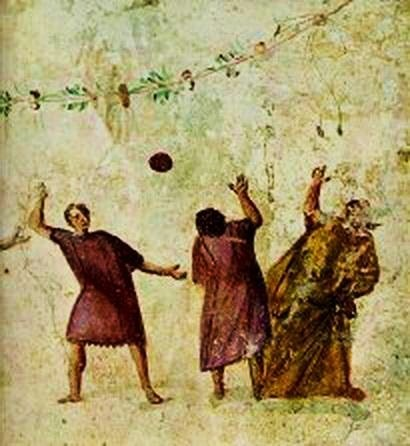
Harpastum romain.

Au Ier siècle de notre ère, un petit traité Sur les jeux chez les Grecs, écrit en grec par Suétone, décrit en une ligne la phénindre au milieu de trois autres sports de ballon : l'ouranie, l'aporrhaxis et l'épiscyre.
À la fin du Ier siècle, Martial fait plusieurs fois allusion à l'harpastum dont il est très friand. Il s'agit du seul texte latin y faisant référence, tous les autres étant en grec.
Au IIe siècle, le médecin Galien écrit un petit traité de quelques pages où il conseille de pratiquer le jeu de balle car, entre autres, il est abordable financièrement, sollicite l'ensemble du corps contrairement à la lutte ou la course, possède une dimension stratégique ou comporte moins de risques de blessures que d'autres sports. Cependant, il prend le sport de balle dans son ensemble, sans distinguer entre toutes ses variantes et sans citer un seul nom précis de sport.
À la même époque, Julius Pollux, comme Suétone un siècle plus tôt, présente quatre sports pratiqués par les Grecs : l'épiscyre, la phéninde, l'aporrhaxis et l'ouranie.
Quelques années après, Clément d'Alexandrie décrit brièvement la phéninde en disant qu'elle se joue avec une balle au soleil et qu'elle est bien adaptée pour les hommes.
Au début du IIIe siècle, Athénée prétend que l'harpastum était auparavant appelé phéninde. Il décrit ensuite la phéninde, dont il est grand amateur ; il précise que ce sport cause une grande (mais saine) fatigue et sollicite beaucoup le cou. Puis, citant Antiphane, il lui fait dire : « Prenant la balle, il s'amuse en la donnant à l'un, évite en même temps un autre, en repousse un troisième et en surmonte encore un autre en poussant des cris aigus : “Dehors ! Trop loin ! À côté de lui ! Au-dessus de lui ! En bas ! En haut ! Trop court ! Passe en arrière dans la mêlée !” »
Vers la fin du Ve siècle, Sidoine Apollinaire mentionne, sans jamais lui donner de nom, une activité où les joueurs formaient un cercle autour d'un joueur dont le but était d'intercepter le ballon que se passaient ceux du cercle, ou encore d'éviter le ballon que ceux-ci lui lançaient. C'est donc une forme de toro, comme on appelle aujourd'hui ce type d'exercice pratiqué à l'entraînement dans de nombreux sports collectifs, présentant peu de ressemblance avec l'harpastum cité par ses prédécesseurs.